# Lani Cabrera
Lani Cabrera, född 22 april 1993, är en barbadisk simmare.
Cabrera tävlade för Barbados vid olympiska sommarspelen 2016 i Rio de Janeiro, där hon blev utslagen i försöksheatet på 400 meter frisim.